# FDGB-Pokal 1967/68
Zum 17. Mal wurde in der Saison 1967/68 der FDGB-Fußballpokal-Wettbewerb ausgetragen.
Der Pokalwettbewerb begann mit der I. Hauptrunde, an der aus der Saison 1966/67 15 Bezirkspokalsieger, 29 DDR-Ligisten und die beiden Oberligaabsteiger teilnahmen. Die DDR-Liga-Mannschaft von Motor Nordhausen hatte ein Freilos. Die 14 DDR-Oberligisten der laufenden Saison griffen in der II. Hauptrunde in das Pokalgeschehen ein. Dort waren noch fünf Bezirkspokalsieger dabei, bis auf Empor Neustrelitz alles Reservemannschaften der Oberligavertreter.
Spiele, die auch nach Verlängerung keinen Sieger hervorgebracht hatte, wurden auf des Gegners Platz wiederholt. Im 17. Wettbewerb gab durch sechs verlängerte Begegnungen auffallend viele Wiederholungsspiele.
In das anschließende Achtelfinale kamen bis auf den FC Karl-Marx-Stadt, der 0:1 bei Vorwärts Meiningen verloren hatte, und Chemie Halle, 0:3 beim BFC Dynamo, alle Oberligamannschaften. Von den Bezirkspokalsiegern kam keiner weiter. Neben Meiningen hatten auch Vorwärts Stralsund und Energie Cottbus das Achtelfinale erreicht, aber nur die Stralsunder kamen dank eines 3:2-Sieges nach Verlängerung über Wismut Aue unter die letzten Acht. Dort war auch noch der Pokalverteidiger Sachsenring Zwickau vertreten, während Finalist Hansa Rostock schon im Achtelfinale ausgeschieden war. Für Zwickau und Stralsund war jedoch im Viertelfinale Endstation. Im Halbfinale siegten sowohl der spätere DDR-Meister FC Carl Zeiss Jena (über Lok Leipzig) als auch der 1. FC Union Berlin (über Vorwärts Berlin) jeweils mit 2:1.

## I. Hauptrunde
Die Spiele fanden am 6. August 1967 statt.
|                                  | Ergebnis  |                                |
| -------------------------------- | --------- | ------------------------------ |
| BSG Empor Neustrelitz *          | 1:0       | BSG Post Neubrandenburg        |
| FC Carl Zeiss Jena II *          | 2:0       | BSG Wismut Gera                |
| BSG Chemie Veritas Wittenberge * | 0:4       | BSG Motor Hennigsdorf          |
| BSG Einheit Pankow *             | 1:2       | BSG Stahl Eisenhüttenstadt     |
| BSG Motor Eberswalde *           | 3:4       | ASG Vorwärts Stralsund         |
| BSG Stahl Riesa II *             | 0:2       | FSV Lokomotive Dresden         |
| BSG Wismut Aue II *              | 3:0       | BSG Motor WEMA Plauen          |
| BSG Motor Leipzig/Lindenau *     | 1:2 n. V. | BSG Aktivist Karl Marx Zwickau |
| BSG Motor West Zella-Mehlis *    | 1:5       | BSG Motor Steinach             |
| FC Rot-Weiß Erfurt II *          | 3:0       | BSG Motor Eisenach             |
| BSG Chemie Buna Schkopau *       | 1:3       | BSG Chemie Zeitz               |
| 1. FC Magdeburg II *             | 5:4       | SG Lichtenberg 47              |
| FC Hansa Rostock II *            | 1:1 n. V. | ASG Vorwärts Neubrandenburg    |
| BSG Aktivist Brieske-Ost *       | 0:0 n. V. | BSG Energie Cottbus            |
| BSG Motor Süd Brandenburg *      | 2:4       | SG Dynamo Schwerin             |
| BSG Motor Dessau                 | 1:2       | Berliner FC Dynamo             |
| BSG Motor Stralsund              | 0:1       | TSG Wismar                     |
| BSG Lokomotive Halberstadt       | 3:2       | SG Dynamo Eisleben             |
| BSG Aktivist Böhlen              | 1:4       | BSG Stahl Riesa                |
| BSG Chemie Jena                  | 0:6       | ASG Vorwärts Meiningen         |
| BSG Motor Bautzen                | 0:1       | ASG Vorwärts Cottbus           |
| BSG Motor Babelsberg             | 2:0       | BSG Motor Köpenick             |
| BSG Motor Weimar                 | 0:2       | ASG Vorwärts Leipzig           |
| Motor Nordhausen                 | Freilos   |                                |

### Wiederholungsspiele
|                             | Ergebnis |                            |
| --------------------------- | -------- | -------------------------- |
| ASG Vorwärts Neubrandenburg | 0:2      | FC Hansa Rostock II *      |
| BSG Energie Cottbus         | 2:0      | BSG Aktivist Brieske-Ost * |

## Ausscheidungsrunde
Die Spiele fanden am 6. September 1967 statt.
|                            | Ergebnis  |                                |
| -------------------------- | --------- | ------------------------------ |
| ASG Vorwärts Stralsund     | 1:0       | FC Hansa Rostock II            |
| SG Dynamo Schwerin         | 5:0       | BSG Motor Babelsberg           |
| Berliner FC Dynamo         | 1:0       | BSG Stahl Eisenhüttenstadt     |
| BSG Wismut Aue II *        | 1:0       | BSG Aktivist Karl Marx Zwickau |
| BSG Lokomotive Halberstadt | 1:2 n. V. | FC Rot-Weiß Erfurt II *        |
| BSG Motor Nordhausen-West  | 2:3       | FC Carl Zeiss Jena II *        |

## II. Hauptrunde
Die Spiele fanden am 26. Dezember 1967 statt.
|                         | Ergebnis  |                          |
| ----------------------- | --------- | ------------------------ |
| Berliner FC Dynamo      | 3:0       | Hallescher FC Chemie     |
| ASG Vorwärts Meiningen  | 1:0       | FC Karl-Marx-Stadt       |
| BSG Stahl Riesa         | 1:3       | FC Vorwärts Berlin       |
| ASK Vorwärts Cottbus    | 0:1       | 1 FC Union Berlin        |
| FC Rot-Weiß Erfurt II * | 0:1       | BSG Motor Zwickau        |
| BSG Empor Neustrelitz * | 2:3       | ASG Vorwärts Stralsund   |
| FC Carl Zeiss Jena II * | 2:4       | BSG Wismut Aue           |
| SG Dynamo Schwerin      | 0:4       | FC Hansa Rostock         |
| ASK Vorwärts Leipzig    | 0:1 n. V. | SG Dynamo Dresden        |
| BSG Motor Hennigsdorf   | 0:1       | BSG Lokomotive Stendal   |
| TSG Wismar              | 1:3       | 1. FC Magdeburg          |
| BSG Wismut Aue II *     | 0:1       | 1. FC Lokomotive Leipzig |
| BSG Chemie Zeitz        | 0:4       | FC Carl Zeiss Jena       |
| 1. FC Magdeburg II *    | 1:3       | FC Energie Cottbus       |
| BSG Motor Steinach      | 1:1 n. V. | FC Rot-Weiß Erfurt       |
| FSV Lokomotive Dresden  | 1:1 n. V. | BSG Chemie Leipzig       |

### Wiederholungsspiele
|                    | Ergebnis |                        |
| ------------------ | -------- | ---------------------- |
| FC Rot-Weiß Erfurt | 1:0      | BSG Motor Steinach     |
| BSG Chemie Leipzig | 2:0      | FSV Lokomotive Dresden |

## Achtelfinale
Die Spiele fanden am 26. März 1968 statt.
|                          | Ergebnis  |                         |
| ------------------------ | --------- | ----------------------- |
| FC Rot-Weiss Erfurt      | 2:3       | BSG Lokomotive Stendal  |
| BSG Chemie Leipzig       | 0:1       | BSG Sachsenring Zwickau |
| ASG Vorwärts Stralsund   | 3:2 n. V. | BSG Wismut Aue          |
| 1. FC Magdeburg          | 1:2       | FC Carl Zeiss Jena      |
| SG Dynamo Dresden        | 1:0       | FC Hansa Rostock        |
| FC Vorwärts Berlin       | 4:1       | ASG Vorwärts Meiningen  |
| 1. FC Lokomotive Leipzig | 0:0 n. V. | Berliner FC Dynamo      |
| FC Energie Cottbus       | 1:1 n. V. | 1. FC Union Berlin      |

### Wiederholungsspiele
|                    | Ergebnis |                          |
| ------------------ | -------- | ------------------------ |
| Berliner FC Dynamo | 1:2      | 1. FC Lokomotive Leipzig |
| 1. FC Union Berlin | 1:0      | FC Energie Cottbus       |

## Viertelfinale
Die Spiele fanden am 1. Mai 1968 statt.
|                          | Ergebnis |                         |
| ------------------------ | -------- | ----------------------- |
| 1. FC Lokomotive Leipzig | 4:0      | SG Dynamo Dresden       |
| 1. FC Union Berlin       | 1:0      | BSG Sachsenring Zwickau |
| FC Vorwärts Berlin       | 4:0      | BSG Lokomotive Stendal  |
| ASG Vorwärts Stralsund   | 0:2      | FC Carl Zeiss Jena      |

## Halbfinale
Die Spiele fanden am 22. Mai 1968 statt.
|                    | Ergebnis |                          |
| ------------------ | -------- | ------------------------ |
| FC Carl Zeiss Jena | 2:1      | 1. FC Lokomotive Leipzig |
| 1. FC Union Berlin | 2:1      | FC Vorwärts Berlin       |

## Finale

### Statistik
| Paarung            | 1. FC Union Berlin – FC Carl Zeiss Jena |
| Ergebnis           | 2:1 (1:1) |
| Datum              | 9. Juni 1968 |
| Stadion            | Kurt-Wabbel-Stadion, Halle (Saale) |
| Zuschauer          | 14.000 |
| Schiedsrichter     | Rudi Glöckner (Markranstädt) |
| Tore               | 0:1 W. Krauß (1.) 1:1 Uentz (29., HE) 2:1 Quest (63.) |
| 1. FC Union Berlin | Rainer Ignaczak – Reinhard Lauck, Wolfgang Hillmann (65. Harry Zedler), Wolfgang Wruck, Hartmut Felsch – Ulrich Prüfke, Harald Betke – Günter Hoge, Meinhard Uentz, Ralf Quest, Jürgen Stoppok Cheftrainer: Werner Schwenzfeier           |
| FC Carl Zeiss Jena | Wolfgang Blochwitz – Udo Preuße (69. Peter Ducke), Peter Rock, Michael Strempel, Jürgen Werner – Gerd Brunner (46. Heinz Marx), Rainer Schlutter, Roland Ducke – Helmut Stein, Werner Krauß, Dieter Scheitler Cheftrainer: Georg Buschner |

### Spielverlauf

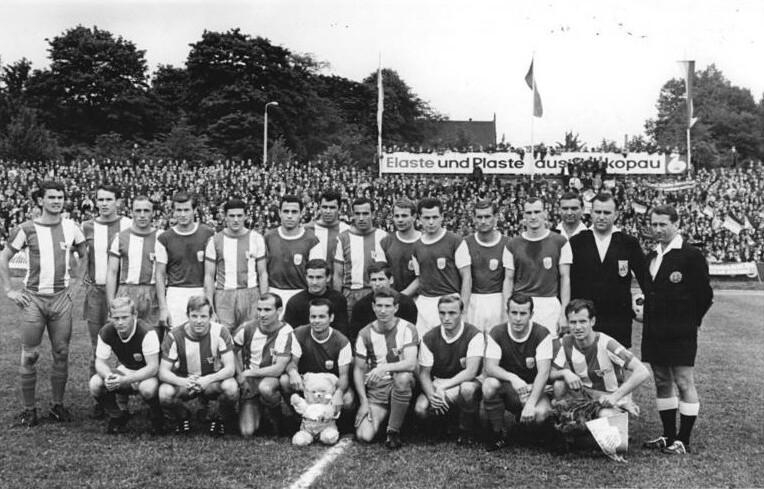
Die beiden Finalisten vor dem Finale

30. Spielsekunde: Die Unionabwehr bringt eine hohe Eingabe vor ihr Tor nicht konsequent genug unter Kontrolle, der Jenaer Mittelstürmer Krauß schmettert den Ball vom 16-m-Raum aus per Aufsetzer in die rechte Torecke.
Der FC Carl Zeiss Jena schien seiner Favoritenrollen gerecht zu werden. Er ging als souveräner Meister der gerade beendeten Saison 1967/68 in das 17. Endspiel, während der 1. FC Union Berlin sich knapp vor dem Abstieg aus der Oberliga gerettet hatte. Doch zur Überraschung aller steckten die Berliner den frühen Rückstand unbeeindruckt weg und rissen mit zunehmender Dauer das Spielgeschehen an sich. Sie entwickelten Kampfgeist und läuferische Stärke und brachten damit die Thüringer aus dem Rhythmus. Der FC Carl Zeiss fand nicht zu seiner gewohnten spielerischen Geschlossenheit, seinem Mittelfeld gelang es nicht, das eigene Spiel zu gestalten. Union-Trainer Schwenzfeier hatte seinem Regisseur Prüfke die Aufgabe erteilt, sich unmittelbar mit seinem Pendant Roland Ducke auseinanderzusetzen, und der Berliner erfüllte seinen Auftrag konsequent. Er wurde zum Herrscher des Mittelfelds und setzte mit genauen Pässen immer wieder die eigenen Stürmer gefährlich ein. Jenas Angreifer verzweifelten ein um das andere Mal an der nun sicher stehenden gegnerischen Abwehr, die von Wruck hervorragend organisiert wurde.
29. Minute: Es ist wohl die Schlüsselszene des Spiels. Der Berliner Stürmer Hoge schlägt einen hohen Flugball in den Jenaer Strafraum, Jenas Brunner unterläuft die Flanke und hält reflexartig den Ball vor dem Tor mit der Hand auf. Den fälligen Strafstoß verwandelt Uentz mit einem halbhohen Schuss in das rechte Toreck.
Jena zeigte sich geschockt, nichts lief zusammen. Schon in der 41. Minute hatte Stoppok die Berliner Führung auf dem Fuß, scheiterte aber am Jenaer Torwart. Auch nach der Halbzeitpause änderte sich das Geschehen nicht, angeführt von ihrem Stoßstümer Uentz drangen die Berliner immer wieder mit gefährlichen Kontern vor das Jenaer Tor, vor dem eine völlig löchrige Abwehr stand. So war die Berliner Führung zum 2:1 in der 63. Minute durchaus verdient. Quest erlief sich den aus der Jenaer Abwehr abgeprallten von Prüfke per Fernschuss dorthin beförderten Ball. Mit seinem ersten Torschuss blieb er an Torwart Blochwitz hängen, kam aber ein zweites Mal an das Leder, das er nun in das leere Tor befördern konnte. Zwar resignierte der FC Carl Zeiss nicht, konnte aber seine Schwächen nicht überwinden, fand einfach nicht den eigenen Spielfaden. Zwar fanden sie sich noch zu furiosen Schlussoffensive zusammen und setzten die Berliner Abwehr nun gehörig unter Druck, doch die ließ sich, mit dem großartige Paraden zeigenden Torwart Ignaczak im Rücken, nicht mehr überwinden.
So sahen die Trainer das Spiel:

„Der große Wurf gelang uns nicht nur dank kämpferischen Einsatzes, sondern vor allem in der ersten Halbzeit auch mit spielerischen Mitteln. In der zweiten Hälfte brachte unsere Konter Jena in arge Schwierigkeiten. Hervorragend wie das schnelle Gegentor von meiner Mannschaft verdaut wurde.“ (Werner Schwenzfeier, Union)

„Das erste Tor schien mir Gift für unsere Mannschaft. Der Glaube an die Favoritenstellung wurde damit nur noch verstärkt. Zwangsläufig schlich sich wohl eine Unterschätzung des Gegners ein.“ (Georg Buschner, Jena) – Deutsches Sportecho 10. Juni 1968

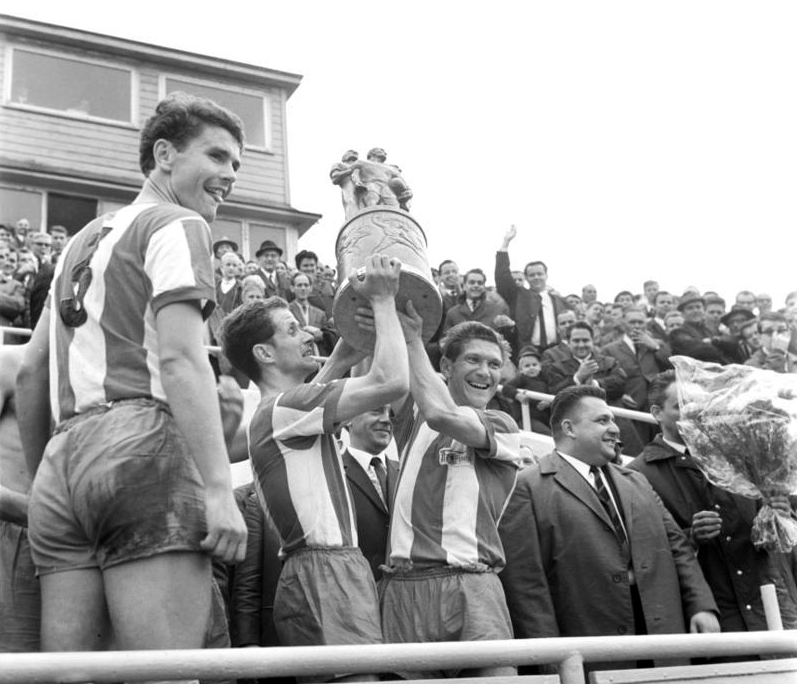
Wruck, Prüfke und Quest (v.l.) feiern den Pokalgewinn